# Carlos Cardús
Carlos Cardús Carrió (Barcellona, 29 settembre 1959) è un pilota motociclistico spagnolo ritiratosi dall'attività agonistica.
Anche suo nipote, Ricard Cardús, ha gareggiato come pilota motociclistico professionista.

## Carriera

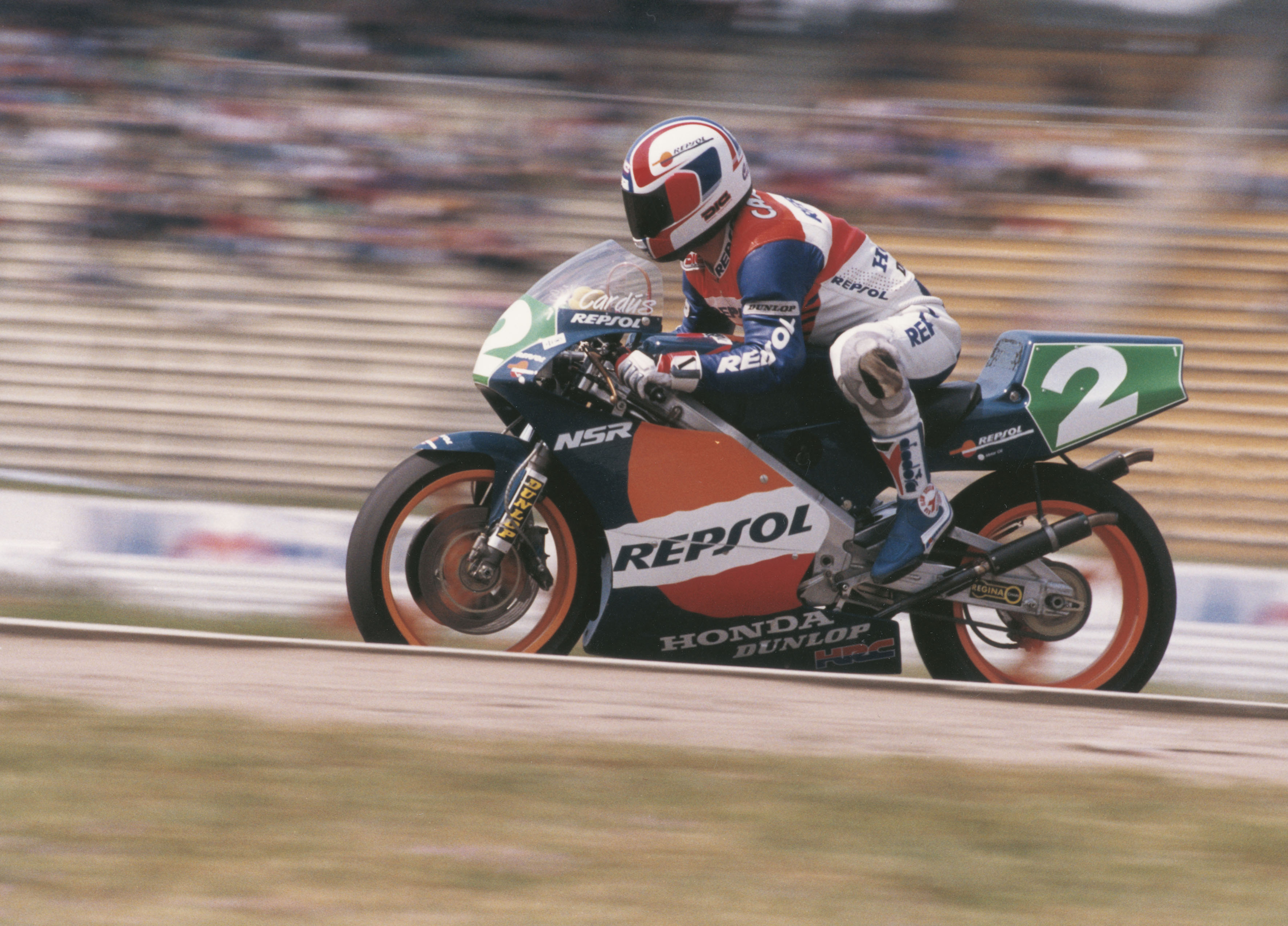
Cardús impegnato in pista in occasione del Gran Premio di Germania del 1991, concluso in seconda posizione.

Ha svolto quasi tutta la sua carriera nella classe 250: dopo i primi trofei monomarca (nei quali si confrontò con piloti come Sito Pons e Jorge Martínez), passa infatti al campionato Spagnolo Velocità nelle quarto di litro. Nel 1981 arrivò quarto per poi vincere nei due anni successivi. Nel 1983 conquista anche il titolo europeo di categoria.
Esordisce nel motomondiale con una Rotax-Kobas nel Gran Premio di Spagna del 1983, ottenendo però la sua prima vittoria solo sei anni dopo, nel Gran Premio di Francia del 1989.
Dopo i primi anni con motori Cobas passa alla Honda, moto con la quale corse per otto stagioni fino al ritiro dal motomondiale.
La sua annata migliore fu il 1990, quando ottiene quattro vittorie e si classifica secondo nella classifica finale del campionato mondiale, vinto da John Kocinski dopo un duello protrattosi fino all'ultima gara. Nel Gran Premio d'Australia, ultima gara dell'anno, a Cardús sarebbe stato sufficiente arrivare secondo dietro a Kocinski per conquistare il titolo, ma dovette ritirarsi a causa di un guasto al cambio, lasciando il titolo nelle mani del rivale. Arriva invece terzo l'anno successivo, stagione nella quale conquista undici podi e una pole position. Corre ancora per due anni, ma con risultati deludenti, prima di ritirarsi dalla classe 250.
L'ultima apparizione del pilota spagnolo è stata nel campionato Superbike del 1994 quando prese parte come wildcard alla prova di casa del mondiale per derivate di serie con una Ducati 916. Termina tredicesimo la prima gara e ottavo la seconda.

## Risultati in gara

### Motomondiale
| 1983 | Classe | Moto        |     |    |   |    |   |   |   |    |     |    |     |    |  |  |  | Punti | Pos. |
| ---- | ------ | ----------- | --- | -- | - | -- | - | - | - | -- | --- | -- | --- | -- |  |  |  | ----- | ---- |
| 1983 | 250    | Kobas-Rotax | Rit | 21 | - | 11 | 9 | - | - | 16 | Rit | 11 | Rit | NE |  |  |  | 2     | 28º  |

| 1984 | Classe | Moto        |   |     |     |    |   |   |   |   |    |     |     |     |  |  |  | Punti | Pos. |
| ---- | ------ | ----------- | - | --- | --- | -- | - | - | - | - | -- | --- | --- | --- |  |  |  | ----- | ---- |
| 1984 | 250    | Kobas-Rotax | - | Rit | Rit | NP | - | 7 | - | - | 11 | Rit | Rit | Rit |  |  |  | 4     | 25º  |

| 1985 | Classe | Moto        |   |   |   |     |     |   |   |   |   |   |   |   |  |  |  | Punti | Pos. |
| ---- | ------ | ----------- | - | - | - | --- | --- | - | - | - | - | - | - | - |  |  |  | ----- | ---- |
| 1985 | 250    | Cobas-Rotax | 6 | - | 5 | Rit | Rit | - | - | 5 | - | - | - | 7 |  |  |  | 21    | 12º  |

| 1986 | Classe | Moto  |    |   |    |   |   |   |   |    |   |    |   |    |  |  |  | Punti | Pos. |
| ---- | ------ | ----- | -- | - | -- | - | - | - | - | -- | - | -- | - | -- |  |  |  | ----- | ---- |
| 1986 | 250    | Honda | NP | - | 13 | - | 5 | - | 6 | 17 | 5 | 19 | - | NE |  |  |  | 17    | 12º  |

| 1987 | Classe | Moto  |     |    |   |   |   |     |   |   |   |   |   |     |     |   |   | Punti | Pos. |
| ---- | ------ | ----- | --- | -- | - | - | - | --- | - | - | - | - | - | --- | --- | - | - | ----- | ---- |
| 1987 | 250    | Honda | Rit | NQ | 4 | 7 | 5 | Rit | 4 | 3 | 8 | 6 | 3 | Rit | Rit | 3 | 5 | 70    | 5º   |

| 1988 | Classe | Moto  |   |     |     |  |  |  |     |    |   |   |   |    |   |   |   | Punti | Pos. |
| ---- | ------ | ----- | - | --- | --- |  |  |  | --- | -- | - | - | - | -- | - | - | - | ----- | ---- |
| 1988 | 250    | Honda | 9 | Rit | Rit |  |  |  | Rit | 12 | 7 | 8 | 8 | 12 | 5 | 5 | 7 | 71    | 9º   |

| 1989 | Classe | Moto  |   |   |   |   |   |   |   |   |   |   |   |     |   |   |   | Punti | Pos. |
| ---- | ------ | ----- | - | - | - | - | - | - | - | - | - | - | - | --- | - | - | - | ----- | ---- |
| 1989 | 250    | Honda | 8 | 7 | 5 | 5 | 4 | 6 | 6 | 6 | 4 | 3 | 1 | Rit | 4 | 8 | 5 | 162   | 4º   |

| 1990 | Classe | Moto  |   |   |   |   |   |     |   |   |   |   |   |   |   |   |     | Punti | Pos. |
| ---- | ------ | ----- | - | - | - | - | - | --- | - | - | - | - | - | - | - | - | --- | ----- | ---- |
| 1990 | 250    | Honda | 2 | 6 | 4 | 4 | 2 | Rit | 1 | 2 | 3 | 1 | 5 | 1 | 1 | 3 | Rit | 208   | 2º   |

| 1991 | Classe | Moto  |   |   |   |   |   |   |   |   |   |   |   |   |   |   |   | Punti | Pos. |
| ---- | ------ | ----- | - | - | - | - | - | - | - | - | - | - | - | - | - | - | - | ----- | ---- |
| 1991 | 250    | Honda | 2 | 3 | 4 | 6 | 6 | 2 | 2 | 3 | 5 | 3 | 2 | 2 | 2 | 2 | 2 | 205   | 3º   |

| 1992 | Classe | Moto  |    |   |   |   |   |     |    |  |    |   |   |    |  |  |  | Punti | Pos. |
| ---- | ------ | ----- | -- | - | - | - | - | --- | -- |  | -- | - | - | -- |  |  |  | ----- | ---- |
| 1992 | 250    | Honda | NP | 2 | 4 | 5 | 7 | Rit | NP |  | NP | 5 | 8 | NP |  |  |  | 48    | 8º   |

| 1993 | Classe | Moto  |   |    |    |    |  |   |     |   |  |  |  |  |  |  |  | Punti | Pos. |
| ---- | ------ | ----- | - | -- | -- | -- |  | - | --- | - |  |  |  |  |  |  |  | ----- | ---- |
| 1993 | 250    | Honda | 6 | 18 | NP | NP |  | 9 | Rit | 6 |  |  |  |  |  |  |  | 27    | 18º  |

| Legenda | 1º posto        | 2º posto            | 3º posto            | A punti      | Senza punti        | Grassetto – Pole position Corsivo – Giro più veloce |
| Legenda | Gara non valida | Non qual./Non part. | Ritirato/Non class. | Squalificato | '-' Dato non disp. | Grassetto – Pole position Corsivo – Giro più veloce |

### Campionato mondiale Superbike
| 1994 | Moto   |  |  |  |  |  |  |    |   |  |  |  |  |  |  |  |  |  |  |  |  |  |  |  |  |  |  | Punti | Pos. |
| ---- | ------ |  |  |  |  |  |  | -- | - |  |  |  |  |  |  |  |  |  |  |  |  |  |  |  |  |  |  | ----- | ---- |
| 1994 | Ducati |  |  |  |  |  |  | 13 | 8 |  |  |  |  |  |  |  |  |  |  |  |  |  |  |  |  |  |  | 11    | 36º  |

| Legenda | 1º posto        | 2º posto            | 3º posto           | A punti      | Senza punti        | Grassetto – Pole position Corsivo – Giro più veloce |
| Legenda | Gara non valida | Non qual./Non part. | Ritirato/Non class | Squalificato | '-' Dato non disp. | Grassetto – Pole position Corsivo – Giro più veloce |